# Municipio de Bjuv
El municipio de Bjuv (en sueco: Bjuvs kommun) es un municipio de Escania, la provincia más austral de Suecia. Su sede se encuentra en la localidad de Bjuv.

## Demografía
El municipio cubre un área de 115,5 km². 
De la totalidad de la población (13,705), 6,856 son hombres y 6,849 son mujeres. La densidad de población de la comunidad es de 119 habitantes por km².
El escudo de la ciudad representa un antorcha de mina, iluminando un espacio oscuro. La razón es que Bjuv había tenido industria minera desde el siglo XVIII, que fue decayendo gradualmente, hasta que a finales del siglo XIX la industria floreció, a expensas del carbón.

## Geografía
- Altitud: 18 metros.
- Latitud: 56º 04' 59" N
- Longitud: 012º 54' 00" E

## Localidades
Hay 2 áreas urbanas (tätort) en el municipio:
| # | Tätort | Población |
| - | ------ | --------- |
| 1 | Bjuv   | 11,032    |
| 2 | Ekeby  | 3,366     |